# Vladimír Kříž
Vladimír Kříž (* 20. července 1948) je český spisovatel , novinář a cestovatel.

## Životopis
Narodil se 20. července 1948 v Jihlavě. Po maturitě na jihlavském gymnáziu v roce 1967 a nepřijetí na novinářskou fakultu odešel do dvouleté vojenské služby, kde absolvoval půlroční poddůstojnickou zdravotnickou školu v Uherském Hradišti (1968). V té době byl také krátce externím redaktorem novin Slovácká Jiskra. Jako desátník zdravotní služby pak působil v Havlíčkově Brodě, kde zažil sovětskou okupaci. Krátce pak byl vedoucím kulturního klubu v Polné, kde vydával Polenské ozvěny, a poté do roku 1977 působil jako pracovník pro mimoškolní vzdělávání na Okresním kulturním středisku v Jihlavě. Obor vzdělávání dospělých studoval dálkově v Praze a později v USA, kam odešel v roce 1984.
V roce 1976 se stal Vladimír Kříž diplomatickým zástupcem australského Knížectví Hutt River – byl jmenován jeho honorárním a později (1978) řádným konzulem.
Z politických důvodů byl vyhozen z práce na okresním kulturním středisku. Postupně byl průvodčím na železnici a recepčním v hotelu.
Protože se stal objektem pronásledování StB, která mu znemožnila práci a odebrala i cestovní pas, uprchl s manželkou roku 1984 přes Rumunsko do Jugoslávie s využitím vlastnoručně vystavených diplomatických cestovních pasů Knížectví Hutt River. Usadil se pak v USA, kde byl mnoho let pracovníkem kongresového centra a založil tam české nakladatelství Obzor. Stal se spoluredaktorem českého Věstníku České národní rady Americké a přispíval do českých exilových novin v Americe i Evropě.
Po roce 1990 se vrátil do České republiky, střídavě pobýval v USA a Evropě a věnoval se cestování po mnoha zemích světa, odkud publikoval cestopisné reportáže a knihy. V San Francisku byl několik let zahraničním zpravodajem českých rozhlasových stanic Impuls a Rádio Vysočina. 
V současné době žije v Jihlavě.
Jeho příběh se stal inspirací pro skladbu Emigrantské sny od skupiny Epydemye (CD Kotlina) a byl také zpracován pro Paměť národa.
Je členem Obce českých spisovatelů (1993) a Syndikátu českých novinářů (2024).

## Publikační činnost
Od roku 1965 Vladimír Kříž publikoval materiály v okresním (Jihlava) a krajském tisku (Brno). Jeho příspěvky se objevovaly například v časopisech Naše rodina, Ahoj na sobotu, Vlasta, v Učitelských novinách, Mladé frontě a Zemědělských novinách. Šlo hlavně o poezii. V časopisu Lidé a Země publikoval reportáže z cest.
V letech 1974-76 vycházely jako četba na pokračování v novinách Jiskra ( Jihlava) Křížovy historické povídky VE JMÉNU SVÉM, JIHLAVSKÁ BALADA a REBELANTI.
V současnosti je dlouholetým kmenovým autorem internetového zeměpisného magazínu Ingema.

## Knižní dílo
- Přijď ke mně, když prší – povídka ve sborníku MF Praha 1974
- Tvrz (Mladá Fronta 1977 / Městská knihovna Praha 2024 (e-kniha, pdf[1]))
- Tvrz (2. vydání, San Francisco 1989)
- Neposlušné ženy (Obzor 1991)
- Neobyčejné cesty (Obzor 1992/Městská knihovna Praha 2024, e-kniha, pdf)
- Pozdravy z cest (básně, 1994)
- Milostné návraty (básně, 1994 / Městská knihovna Praha 2024, e-kniha, pdf)
- Na dalekých toulkách (Astera G 1998 / Městská knihovna Praha 2024 (e-kniha, pdf[2]))
- The Road (anglicky – San Francisco 2002)
- Znovu na toulkách (Klub cestovatelů H+Z Globe 2006)
- Neobyčejná setkávání (Astera G 2025)

## Rozhlas
- Neobyčejné cesty (čtení na pokračování, ČS Rozhlas Praha 1992)

## Ocenění
- Čestné členství Klubu cestovatelů Hanzelky a Zikmunda Globe
- Občanská medaile za zásluhy, spojená s povýšením do šlechtického stavu (Hutt River Principality, Austrálie)
- Certifikát o vytvoření českého rekordu Kuriózní emigrace z ČSSR (Agentura Dobrý den, Muzeum rekordů Pelhřimov)